# Herbert Zapp
Herbert Zapp (* 15. März 1928 in Stuttgart; † 27. Juni 2004) war ein deutscher Bankier und Kunstmäzen. Er war unter anderem Vorstandsmitglied bei der Deutschen Bank AG.

## Leben und Wirken

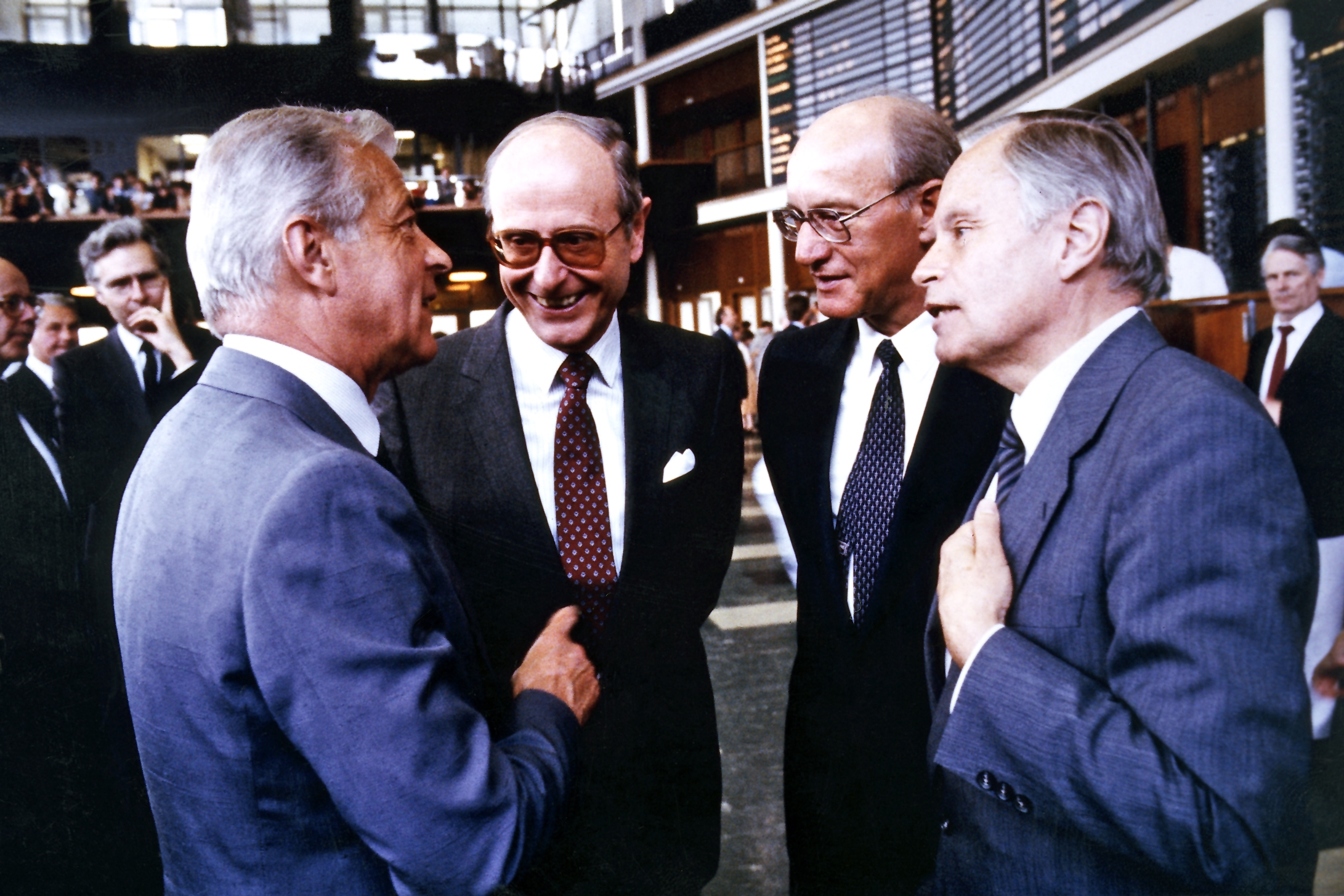
Einführung der Aktien der Nixdorf Computer AG an der Frankfurter Börse im Jahr 1984. Im Gespräch Friedrich Wilhelm Christians (Aufsichtsratsvorsitzender Deutsche Bank), Herbert Zapp (Vorstandsmitglied Deutsche Bank), Heinz Nixdorf und Gerhard Schmidt (Aufsichtsratsvorsitzender NCAG).

Zapp studierte Rechtswissenschaften, wurde 1953 in Tübingen mit der Dissertation Die Verpflichtungsermächtigung. Zugleich ein Beitrag zur Lehre von der Ermächtigung als selbständige Rechtsfigur promoviert und trat anschließend als persönlicher Referent des Finanzministers Karl Frank in das Finanzministerium Baden-Württembergs ein.
Im Jahr 1960 wechselte er zur Aktiengesellschaft Deutsche Bank. Nach fünfjähriger Mitleitung der Filiale Ulm übernahm er die Leitung der Hauptfiliale Mannheim. 1972 erhielt er Generalvollmacht. 1977 wurde Herbert Zapp in den Vorstand des Kreditinstituts berufen, dem er bis 1994 angehörte. Im Vorstand war er zuletzt für das Firmenkundengeschäft sowie für die Rechts- und Steuerabteilung verantwortlich. Regional betreute er Filiale Düsseldorf und für das Auslandsgeschäft Lateinamerika. Für die Deutsche Bank AG baute er den Bereich Unternehmensplanung auf. Zapps besonderes Interesse galt der Weiterentwicklung des Firmenkundengeschäfts mit mittleren und kleineren Unternehmen. Er war Vorstand, stellvertretender Vorsitzender des Aufsichtsrats und Mitglied der Aufsichtsrats einer mehrerer größeren Gesellschaften.
Er machte sich insbesondere einen Namen als Gründer der Kunstsammlung der Deutschen Bank: Bereits 1979 schlug er seinen Vorstandskollegen vor, Ankäufe zur Ausgestaltung der Bankgebäude zu tätigen. Das Konzept sah vor, vorrangig Werke junger Künstler auf Papier zu erwerben. Daneben regte er auch die Gründung einer firmeneigenen Artothek und einer Kunstbibliothek an. Zapp engagierte sich in vielfältiger Weise sozial und kulturell. 1984 initiierte er in seinem Wohnort Düsseldorf die wegweisende Kunstausstellung Von hier aus. Langjährig engagierte er sich für den Mannheimer Kunstverein und war Mitgründer der Robert-Schumann-Gesellschaft in Düsseldorf. Er gehörte dem Beirat des Villa-Romana-Vereins in Florenz an, der jährlich Stipendien an junge Künstler vergibt. Für seinen Einsatz in Wirtschaft und Kultur erhielt Zapp zahlreiche Ehrungen und Auszeichnungen wie z. B. den Adam-Elsheimer-Preis der Kunstmesse Art Frankfurt.

## Herbert Zapp Preis für junge Kunst
Nach seinem Tode stiftete seine Witwe Dorothea Maria Zapp im Jahr 2006 den Herbert Zapp Preis für junge Kunst. Der derzeit im Zwei-Jahres-Turnus vergebene Preis ist mit 10.000 Euro dotiert und fördert junge Künstler, die am Anfang ihrer künstlerischen Laufbahn stehen. Er soll an Herbert Zapp als Förderer, Ermutiger und Mäzen für junge Kunst erinnern. Der Jury gehören derzeit Eugen Blume, Leiter des Hamburger Bahnhofs in Berlin, Ulrike Lorenz, Direktorin der Kunsthalle Mannheim und Pia Müller-Tamm, Direktorin der Staatlichen Kunsthalle Karlsruhe, an. Die Preisträger sind bislang: 2006 Matt Saunders und Jorinde Voigt, 2007 Adriana Molder und Andreas Zybach, 2008 Christian Pilz und Dennis Scholl, 2010 Hanna Hennenkemper und Gabriela Oberkofler. Die Preisträgerin im Jahr 2010 ist die Künstlerin Anna K.E., seit 2008 wird der Preis im Mannheimer Kunstverein verliehen.